# Che!
Che! (bra: Causa Perdida; prt: Che!) é um filme estadunidense de 1969, dos gêneros ficção histórica e drama biográfico, dirigido por Richard Fleischer com roteiro de Michael Wilson, David Karp e Sy Bartlett baseado na vida do líder guerrilheiro Ernesto "Che" Guevara, desde seu desembarque em Cuba, em 1956, até sua morte na Bolívia, em 1967.

## Elenco
- Omar Sharif...Che Guevara
- Jack Palance...Fidel Castro
- Cesare Danova...Ramon Valdez
- Robert Loggia...Faustino Morales
- Woody Strode...Guillermo
- Barbara Luna...Anita Marquez
- Frank Silvera...Goatherd
- Albert Paulsen...Capitão Vasquez
- Linda Marsh...Tânia
- Tom Troupe...Felipe Muñoz
- Rudy Diaz...Willy
- Perry Lopez...Rolando
- Abraham Sofaer...Pablo Rojas
- Richard Angarola...Coronel Salazar
- Sarita Vara...Célia Sanchez

## Sinopse
O filme começa mostrando a imagem de Che Guevara morto, enquanto é ouvido alguns trechos de textos de sua autoria. Pouco depois, são iniciados os vários depoimentos ficcionalizados de pessoas, e com base nessas narrativas é contado o desembarque de 82 homens vindos do México e liderados por Fidel Castro no litoral de Cuba, com o objetivo de derrubar o governo de Fulgêncio Batista, mantido no poder com o apoio dos Estados Unidos. Os fatos narrados prosseguem e, depois de um grande fracasso inicial, um pequeno grupo de 17 revoltosos sobreviventes ainda com Che e Fidel no comando dá início as operações de guerrilha da Revolução Cubana e recebe o apoio tanto da população camponesa quanto de opositores do exterior que se tornam aliados até a tomada de Havana e a derrubada do governo, depois de dois anos de lutas. Fidel assume o governo e recebe os conselhos de Che, se aliando aos soviéticos e planejando instalarem mísseis nucleares na ilha. Com o término desses acontecimentos, Che deixa Havana e dá início ao seu plano de uma revolução comunista latino-americana, buscando confrontar o chamado imperialismo norte-americano em vários países do continente.

## Trilha sonora
As músicas do filme foram compostas, arranjadas e conduzidas por Lalo Schifrin e o disco foi distribuído pela Tetragrammaton em 1969.

### Faixas
1. "Ché (Versão Orquestrada)" - 2:22
2. "La Columna" - 2:34
3. "Emboscada" - 3:10
4. "La Ruta" - 2:42
5. "Charangos" - 2:04
6. "Fiesta Numero Dos" - 3:06
7. "Recuerdos" - 2:44
8. "Fiesta Numro Uno" - 2:13
9. "Anita" - 2:00
10. "La Barraca" - 1:56
11. "Tiempo Pasado" - 3:00
12. "Ché (Versão solo de violão)" - 3:17